# Ferdina
Genre
Les Ferdina sont un genre d'étoiles de mer de la famille des Goniasteridae. On les rencontre uniquement dans l'Océan Indien.

## Description et caractéristiques
Le corps est aplati (quoique moins que chez la plupart des Goniasteridae), les bras larges, convexes et verruqueux (les plaques squelettiques forment des reliefs bien marqués), mais plats sur la face inférieure. Les épines ambulacraires sont courtes, unies en leur base. 

## Liste des espèces
Ce genre a été largement revu (et déplacé) par Mah 2017.
Selon World Register of Marine Species (22 novembre 2014) :
- Ferdina flavescens Gray, 1840 -- Mascareignes
- Ferdina mena Mah, 2017 -- Madagascar et région
- Ferdina sadhaensis Marsh & Campbell, 1991 -- Oman et région

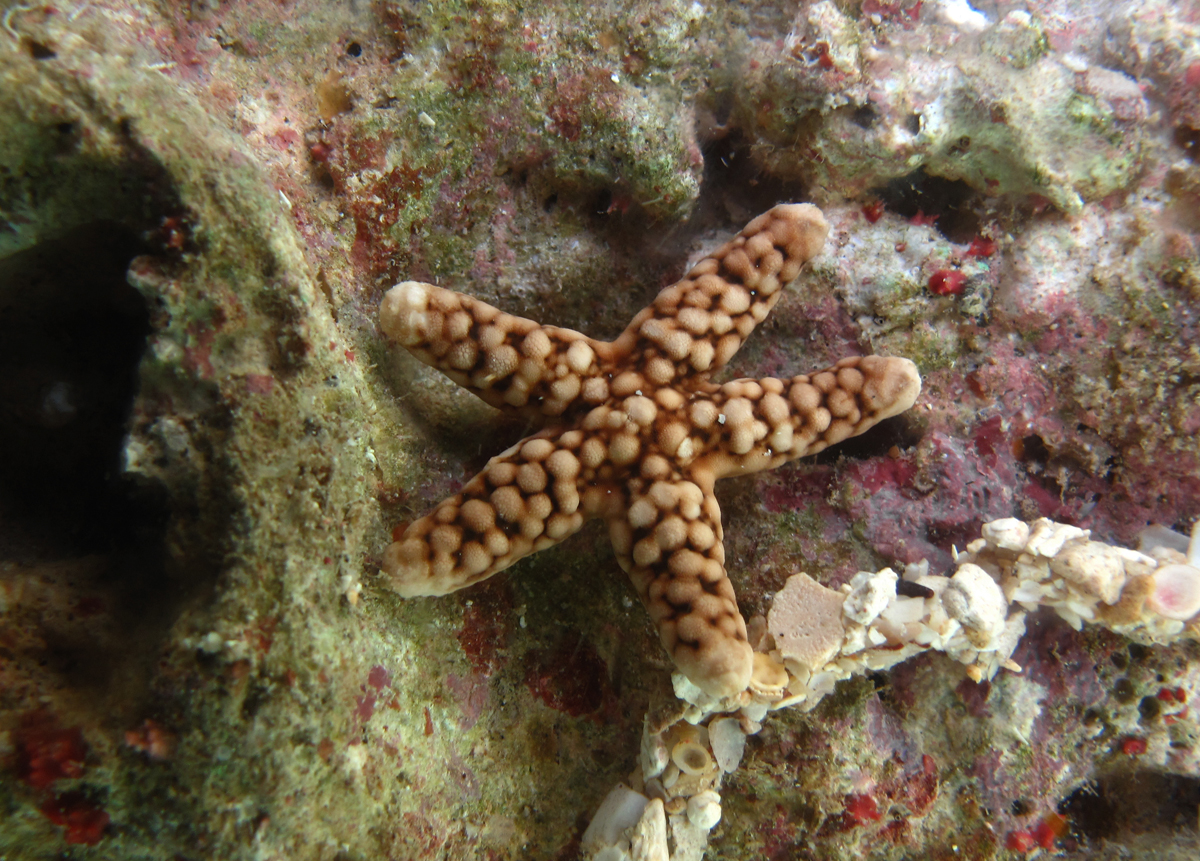
Ferdina flavescens à la Réunion.
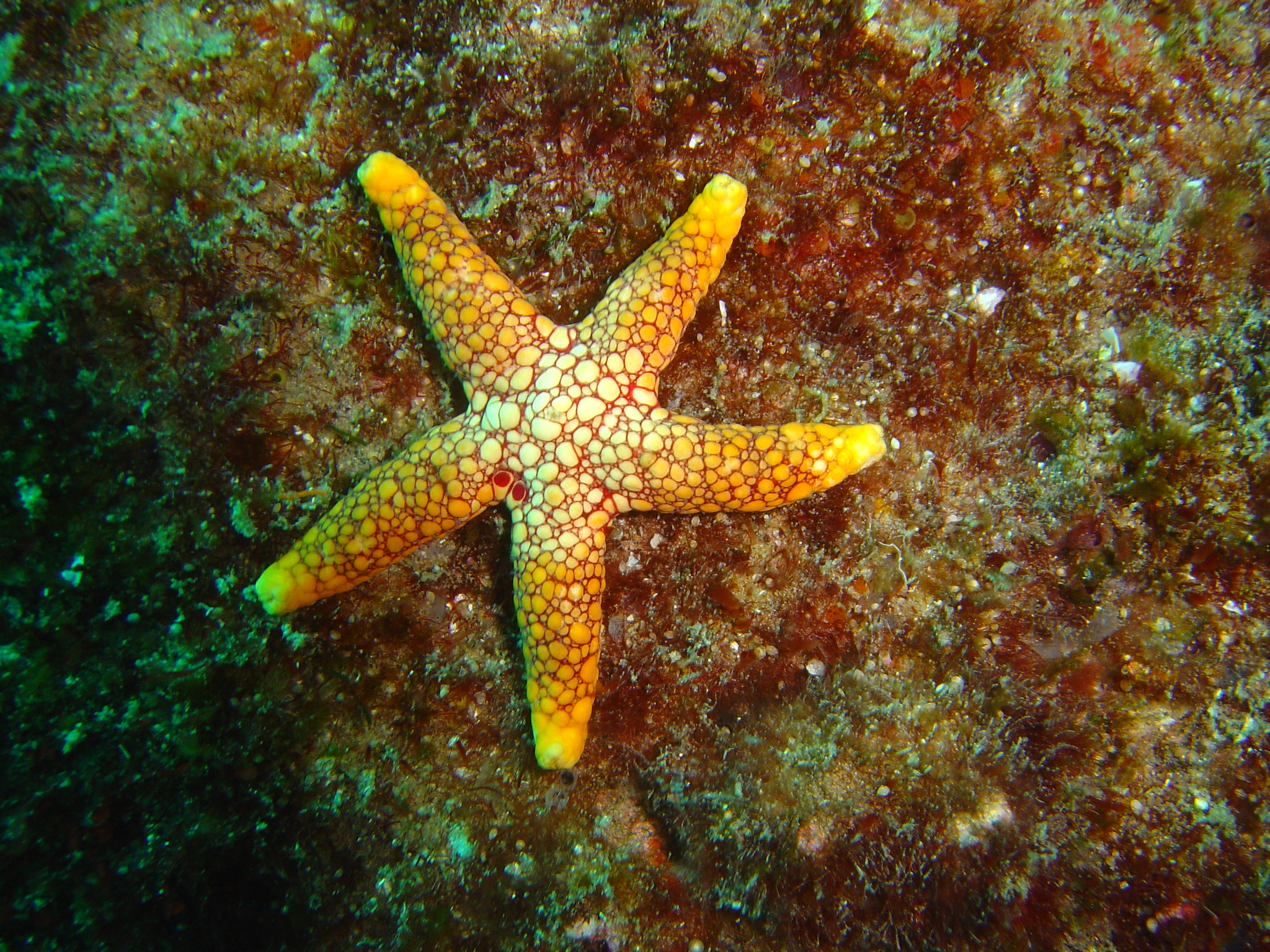
Ferdina mena au Mozambique.
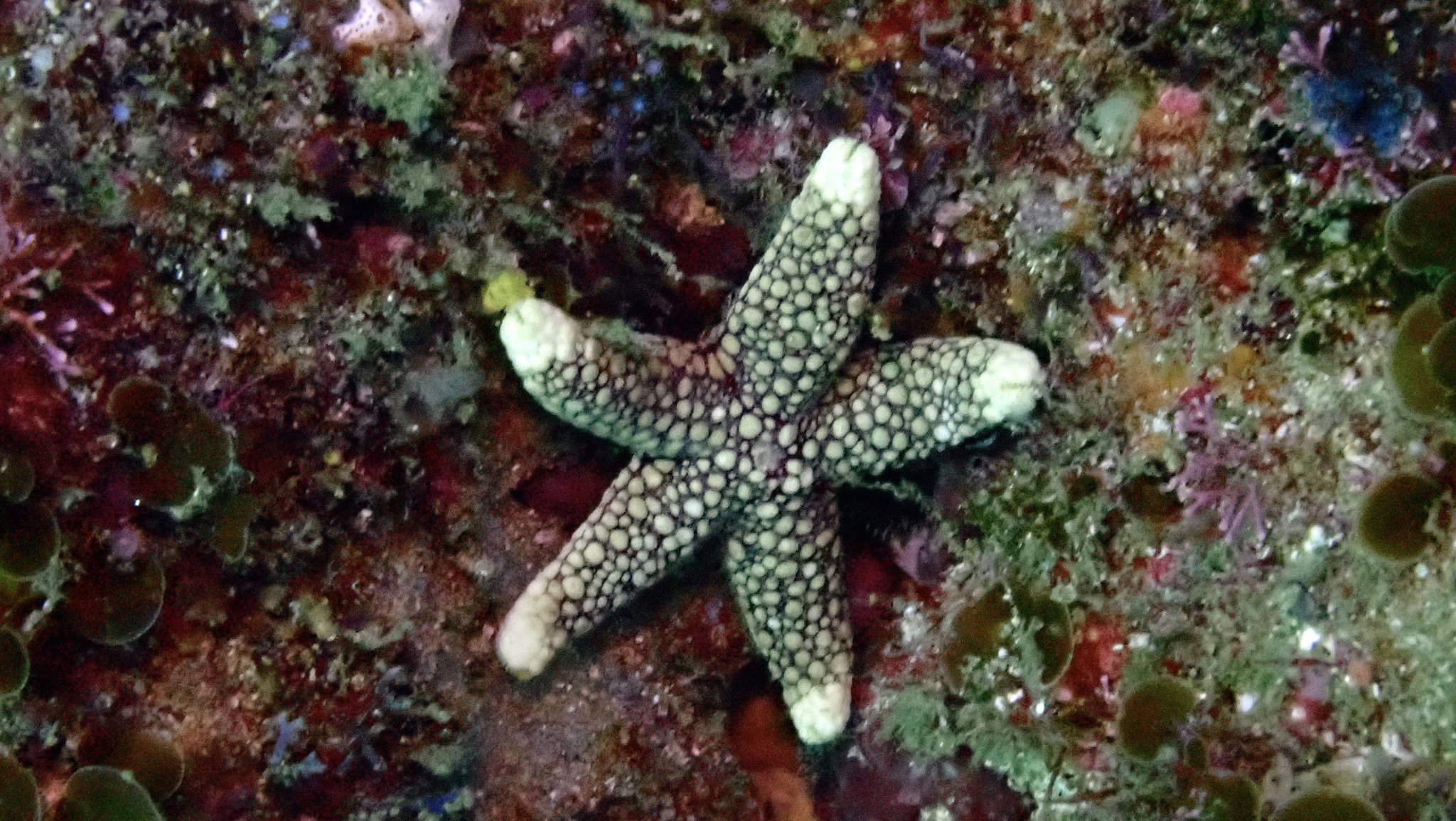
Possible Ferdina sadhaensis en Afrique du Sud.

## Systématique
Le nom valide complet (avec auteur) de ce taxon est Ferdina Gray, 1840.

## Publication originale
- Gray, J.E. (1840) XXXII. A synopsis of the genera and species of the class Hypostoma (Asterias, Linnaeus), Annals of the Magazine of Natural History. 6: 275-290. lire.